# سنجاب طائر مخدد الأسنان
سنجاب طائر مُخدد الأسنان أو سنجاب طائر شمال الصين (الاسم العلمي: Aeretes melanopterus)، نوع من القوارض في فصيلة السنجابيات. إنهُ أصنوفة أحادية الطراز ضمن جنس Aeretes. يستوطن الصين، ويوجد في سيتشوان، وقانسو، وخبي، وبكين. موئله الطبيعي هي الغابات المعتدلة.

## أنظر أيضا
- قائمة الأنواع المهددة بالانقراض والمحمية في الصين